# Dumb Witness
Dumb Witness (Poirot Perde uma Cliente, no Brasil e Poirot Perde uma Cliente (1937) ou Testemunha Muda (2006) em Portugal ) é um romance policial de Agatha Christie, publicado em 1937. É um caso do detetive belga Hercule Poirot, acompanhado de seu amigo, o Capitão Hastings.

## Enredo
A senhorita Emily Arundell sofre um estranho acidente na escada de sua casa, que por pouco não custa a sua vida. Desconfiada de que possa ter sido uma armação de algum de seus parentes, tentando matá-la para ficar com a herança, ela escreve uma carta para o detetive Hercule Poirot narrando seus temores.
Quando Poirot recebe a carta, convidando-o a ir até Littlegreen House para elucidar o acontecimento, já é tarde demais: ela está morta. Poirot e Hastings vão até lá de qualquer forma, para tentar descobrir se ela foi mesmo assassinada e quem pode ter sido. Entretanto, o único indivíduo que parece ter visto algo é Bob, o cãozinho de estimação da morta.